# Min sanning
Min sanning är ett intervjuprogram som produceras och sänds av Sveriges Television. Programmen spelas in i en SVT-studio i Göteborg och sänds därefter i SVT1 eller SVT2. I varje program intervjuas en svensk eller utländsk känd person där man får veta mer om dennes liv och karriär. Serien har producerats i totalt 19 säsonger under åren 2012-2024.

## Om programmet
I varje program intervjuas en känd person av en programledare där handlingen kretsar kring gästens liv och karriär och blandar både positiva och negativa händelser i personens liv. Respektive program är mellan 50 och 60 minuter långt och i de flesta avsnitt bryts intervjun i halvtid för en kortare fikapaus med programledaren, gästen och det närvarande inspelningsteamet. När programmet har sänts publiceras det i SVT Play där det i regel får vara publicerat i flera år.
Unikt för de första fem säsongerna var att en ny programledare tog över efter varje säsong, även om programmet, med undantag för ett avsnitt, alltid har använt samma studio och liknande studiodekor i samtliga säsonger. Efter den femte säsongen (våren 2014) övertog Anna Hedenmo programledarrollen och innehade den till 2024, även om hon mellan hösten 2022 och våren 2024 delade programledarrollen med Kristian Luuk, där Luuk hade hand om höstsäsongerna och Hedenmo vårsäsongerna.

### Övrigt
Programmet blev efter första säsongen Kristallennominerat i kategorin Årets fakta- och aktualitetsprogram, dock utan att ta hem priset.

## Säsongerna
Nedan listas gästerna i varje program som sänts genom åren.

### Säsong 1
Första säsongen sändes i SVT2 mellan den 3 april och 22 maj 2012 med Kristina Hedberg som programledare.
| Nr | Sändnings- datum | Gäst                | Tittarsiffror |
| -- | ---------------- | ------------------- | ------------- |
| 1  | 3 april          | Mona Sahlin         | 693 000       |
| 2  | 10 april         | Leif Silbersky      | 479 000       |
| 3  | 17 april         | Linda Skugge        | 218 000       |
| 4  | 24 april         | Pehr G Gyllenhammar | 489 000       |
| 5  | 1 maj            | Wonna I de Jong     | 199 000       |
| 6  | 8 maj            | Berth Milton Jr     | 249 000       |
| 7  | 15 maj           | Alexander Bard      | 264 000       |
| 8  | 22 maj           | Kristina Lugn       | 169 000       |

### Säsong 2
Sändes i SVT2 mellan den 4 september och 23 oktober 2012 med Cecilia Bodström som programledare.
| Nr | Sändnings- datum | Gäst             | Tittarsiffror |
| -- | ---------------- | ---------------- | ------------- |
| 1  | 4 september      | Jan Guillou      | 348 000       |
| 2  | 11 september     | Maud Olofsson    | 309 000       |
| 3  | 18 september     | Robert Aschberg  | 442 000       |
| 4  | 25 september     | Gudrun Schyman   | 373 000       |
| 5  | 2 oktober        | Jan Myrdal       | 312 000       |
| 6  | 9 oktober        | Jeanette Bonnier | 287 000       |
| 7  | 16 oktober       | Kjell-Olof Feldt | 431 000       |
| 8  | 23 oktober       | Carin Götblad    | 387 000       |

### Säsong 3
Sändes i SVT2 mellan den 15 januari och 5 mars 2013 med Petter Ljunggren som programledare.
| Nr | Sändnings- datum | Gäst                | Tittarsiffror |
| -- | ---------------- | ------------------- | ------------- |
| 1  | 15 januari       | Anna-Greta Leijon   | 514 000       |
| 2  | 22 januari       | Ulf Adelsohn        | 527 000       |
| 3  | 29 januari       | Ernst Billgren      | 262 000       |
| 4  | 5 februari       | KG Hammar           | 366 000       |
| 5  | 12 februari      | Pia Sundhage        | 511 000       |
| 6  | 19 februari      | Jerzy Sarnecki      | 263 000       |
| 7  | 26 februari      | Nina Björk          | 145 000       |
| 8  | 5 mars           | Inga-Britt Ahlenius | 362 000       |

### Säsong 4
Sändes i SVT2 mellan den 20 augusti och 7 oktober 2013 med Niklas Ekdal som programledare.
| Nr | Sändnings- datum | Gäst                 | Tittarsiffror |
| -- | ---------------- | -------------------- | ------------- |
| 1  | 20 augusti       | Sven Otto Littorin   | 354 000       |
| 2  | 27 augusti       | Margareta Winberg    | 511 000       |
| 3  | 3 september      | Robert Weil          | 260 000       |
| 4  | 10 september     | Marie Göranzon       | 384 000       |
| 5  | 17 september     | Barbro Westerholm    | 358 000       |
| 6  | 24 september     | Håkan Juholt         | 570 000       |
| 7  | 1 oktober        | Alf Svensson         | 461 000       |
| 8  | 8 oktober        | Ebba Witt-Brattström | 354 000       |

### Säsong 5
Sändes i SVT2 mellan den 14 januari och 4 mars 2014 med Anna Hedenmo som programledare.
| Nr | Sändnings- datum | Gäst                  | Tittarsiffror |
| -- | ---------------- | --------------------- | ------------- |
| 1  | 14 januari       | Nyamko Sabuni         | 534 000       |
| 2  | 21 januari       | Thommy Berggren       | 336 000       |
| 3  | 28 januari       | Hans Blix             | 485 000       |
| 4  | 4 februari       | Cecilia Uddén         | 371 000       |
| 5  | 11 februari      | Caroline Krook        | 382 000       |
| 6  | 18 februari      | Per Gahrton           | 366 000       |
| 7  | 25 februari      | Christina Jutterström | 340 000       |
| 8  | 4 mars           | Björn Rosengren       | 405 000       |

### Säsong 6
Den sjätte säsongen delades upp i två sändningshalvor, där den ena halvan sändes under hösten 2014 och den andra under jul- och nyårshelgen 2014.

#### Första halvan
Sändes i SVT2 mellan den 16 september och 7 oktober 2014 med Anna Hedenmo som programledare. I denna säsong gjordes för första gången en intervju på engelska.
| Nr    | Sändnings- datum | Gäst                  | Tittarsiffror |
| ----- | ---------------- | --------------------- | ------------- |
| 1 (1) | 16 september     | Henning Mankell       | 436 000       |
| 2 (2) | 23 september     | Elisabeth Massi Fritz | 488 000       |
| 3 (3) | 30 september     | Desmond Tutu          | 381 000       |
| 4 (4) | 7 oktober        | Percy Nilsson         | 413 000       |

#### Andra halvan
Sändes i SVT2 mellan den 23 december 2014 och 13 januari 2015 med Anna Hedenmo som programledare.
| Nr    | Sändnings- datum | Gäst                    | Tittarsiffror |
| ----- | ---------------- | ----------------------- | ------------- |
| 1 (5) | 23 december      | Malin Sävstam Ahlstrand | 182 000       |
| 2 (6) | 30 december      | Sven Wollter            | 334 000       |
| 3 (7) | 6 januari        | Lars Lerin              | 189 000       |
| 4 (8) | 13 januari       | Gunilla Bergström       | 381 000       |

### Säsong 7
Sändes i SVT2 mellan den 10 februari och 24 mars 2015 med Anna Hedenmo som programledare. Programmet om Thomas Östros leddes dock av Petter Ljunggren.
| Nr | Sändnings- datum | Gäst          | Tittarsiffror |
| -- | ---------------- | ------------- | ------------- |
| 1  | 10 februari      | Amelia Adamo  | 450 000       |
| 2  | 17 februari      | Marit Paulsen | 434 000       |
| 3  | 3 mars           | Ulf Ekman     | 379 000       |
| 4  | 10 mars          | Eva Dahlgren  | 406 000       |
| 5  | 17 mars          | Thomas Östros | 250 000       |
| 6  | 24 mars          | Bo Holmström  | 509 000       |

### Säsong 8
Sändes i SVT2 mellan den 10 januari och 13 mars 2016 med Anna Hedenmo som programledare.
| Nr | Sändnings- datum | Gäst                    | Tittarsiffror |
| -- | ---------------- | ----------------------- | ------------- |
| 1  | 10 januari       | Horace Engdahl          | 316 000       |
| 2  | 17 januari       | Nalin Pekgul            | 293 000       |
| 3  | 24 januari       | Agnes Wold              | 297 000       |
| 4  | 31 januari       | Magnus Uggla            | 536 000       |
| 5  | 7 februari       | Suzanne Osten           | 246 000       |
| 6  | 14 februari      | Michael Treschow        | 274 000       |
| 7  | 21 februari      | Nahid Sarvestani        | 223 000       |
| 8  | 28 februari      | Lina Axelsson Kihlblom  | 320 000       |
| 9  | 6 mars           | Göran Hägglund          | 278 000       |
| 10 | 13 mars          | Kjell Albin Abrahamsson | 265 000       |

### Säsong 9
Sändes i SVT2 mellan den 20 november och 18 december 2016 med Anna Hedenmo som programledare.
| Nr | Sändnings- datum | Gäst           | Tittarsiffror |
| -- | ---------------- | -------------- | ------------- |
| 1  | 20 november      | Jonas Gardell  | 321 000       |
| 2  | 27 november      | Per Holknekt   | 261 000       |
| 3  | 4 december       | Åsa Linderborg | 205 000       |
| 4  | 11 december      | Anders Borg    | 324 000       |
| 5  | 25 december      | Petra Mede     | 220 000       |

### Säsong 10
Sändes i SVT2 mellan den 12 november och 17 december 2017 med Anna Hedenmo som programledare.
| Nr | Sändnings- datum | Gäst                     | Tittarsiffror |
| -- | ---------------- | ------------------------ | ------------- |
| 1  | 12 november      | Jason "Timbuktu" Diakité | 169 000       |
| 2  | 19 november      | Malena Ivarsson          | 240 000       |
| 3  | 26 november      | Jasenko Selimovic        | 103 000       |
| 4  | 3 december       | Sara Danius              | 209 000       |
| 5  | 10 december      | Anders Ygeman            | 195 000       |
| 6  | 17 december      | Petter Stordalen         | 284 000       |

### Säsong 11
Sändes i SVT2 mellan den 25 november 2018 och den 6 januari 2019 med Anna Hedenmo som programledare.
| Nr | Sändnings- datum | Gäst                 | Tittarsiffror |
| -- | ---------------- | -------------------- | ------------- |
| 1  | 25 november      | Hanif Bali           | 344 000       |
| 2  | 2 december       | Marie-Louise Ekman   | 277 000       |
| 3  | 9 december       | Thomas Bodström      | 464 000       |
| 4  | 23 december      | Helena Bergström     | 254 000       |
| 5  | 30 december      | David Lagercrantz    | 324 000       |
| 6  | 6 januari        | Alexandra Pascalidou | 213 000       |
| 7  | 13 januari       | Johan Eriksson       | 248 000       |
| 8  | 20 januari       | Peder Fredricson     | 257 000       |

### Säsong 12
Sändes i SVT2 mellan den 3 september och den 15 oktober 2019 med Anna Hedenmo som programledare.
| Nr | Sändnings- datum | Gäst             | Tittarsiffror |
| -- | ---------------- | ---------------- | ------------- |
| 1  | 3 september      | Amineh Kakabaveh | 116 000       |
| 2  | 10 september     | Alex Schulman    | 201 000       |
| 3  | 17 september     | Ruben Östlund    | 93 000        |
| 4  | 24 september     | Mark Levengood   | 204 000       |
| 5  | 8 oktober        | Jan Björklund    | 142 000       |
| 6  | 15 oktober       | Marianne Mörck   | 218 000       |

### Säsong 13
Sändes i SVT2 mellan den 29 november 2020 och 28 februari 2021 med Anna Hedenmo som programledare.
| Nr | Sändnings- datum | Gäst              | Tittarsiffror  |
| -- | ---------------- | ----------------- | -------------- |
| 1  | 29 november      | Peter Englund     | 402 000        |
| 2  | 6 december       | Annika Strandhäll | 530 000        |
| 3  | 13 december      | Marcus Samuelsson | uppgift saknas |
| 4  | 10 januari       | Mattias Karlsson  | 317 000        |
| 5  | 24 januari       | Camilla Läckberg  | 306 000        |
| 6  | 31 januari       | Nadim Ghazale     | 288 000        |
| 7  | 7 februari       | Hanne Kjöller     | 264 000        |
| 8  | 14 februari      | Peter Eriksson    | 328 000        |
| 9  | 21 februari      | Babben Larsson    | 382 000        |
| 10 | 28 februari      | Stina Wollter     | 356 000        |

### Säsong 14
Sändes i SVT2 mellan den 3 december 2021 och 16 februari 2022 med Anna Hedenmo som programledare. En nyhet för säsongen var att den tidigare fikapausen i programmet togs bort. Från och med det femte avsnittet kortades även sändningstiden ned från tidigare 60 till 50 minuter.
| Nr | Sändnings- datum | Gäst               | Tittarsiffror |
| -- | ---------------- | ------------------ | ------------- |
| 1  | 3 december       | Magda Gad          | 333 000       |
| 2  | 12 december      | Krister Henriksson |               |
| 3  | 26 december      | Gunilla von Platen |               |
| 4  | 2 januari        | Gert Wingårdh      |               |
| 5  | 12 januari       | Sara Skyttedal     |               |
| 6  | 19 januari       | Ardalan Shekarabi  |               |
| 7  | 26 januari       | Bianca Kronlöf     |               |
| 8  | 2 februari       | Patrick Ekwall     |               |
| 9  | 9 februari       | Mian Lodalen       |               |
| 10 | 16 februari      | Desmond Tutu       |               |

### Säsong 15
Sändes i SVT1 mellan den 24 augusti och 19 oktober 2022 med Kristian Luuk som programledare.
| Nr | Sändnings- datum | Gäst               | Tittarsiffror |
| -- | ---------------- | ------------------ | ------------- |
| 1  | 24 augusti       | Ken Ring           |               |
| 2  | 31 augusti       | Fredrik Wikingsson |               |
| 3  | 14 september     | Eva Hamilton       |               |
| 4  | 21 september     | Birgitta Ohlsson   |               |
| 5  | 28 september     | Johan Renck        |               |
| 6  | 5 oktober        | Leif Pagrotsky     |               |
| 7  | 12 oktober       | Uje Brandelius     |               |
| 8  | 19 oktober       | Shima Niavarani    |               |

### Säsong 16
Sändes i SVT2 mellan den 15 januari och 5 mars 2023 med Anna Hedenmo som programledare. Avsnittet med Prinsessan Märtha Louise av Norge blev det första i producerade avsnittet i Min sanning som inte spelades in i SVT-studion i Göteborg.
| Nr | Sändnings- datum | Gäst                              | Tittarsiffror |
| -- | ---------------- | --------------------------------- | ------------- |
| 1  | 15 januari       | Annie Lööf                        |               |
| 2  | 22 januari       | Claes Malmberg                    |               |
| 3  | 29 januari       | Hannah Widell                     |               |
| 4  | 5 februari       | Göran Greider                     |               |
| 5  | 12 februari      | Prinsessan Märtha Louise av Norge |               |
| 6  | 19 februari      | Roger Akelius                     |               |
| 7  | 26 februari      | Åsa Edlund Jönsson                |               |
| 8  | 5 mars           | Patrik Sjöberg                    |               |

### Säsong 17
Sändes i SVT2 mellan den 30 augusti och 18 oktober 2023 med Kristian Luuk som programledare.
| Nr | Sändnings- datum | Gäst               | Tittarsiffror |
| -- | ---------------- | ------------------ | ------------- |
| 1  | 30 augusti       | Carl Johan De Geer |               |
| 2  | 6 september      | Joakim Lundell     |               |
| 3  | 13 september     | Ann Linde          |               |
| 4  | 20 september     | Edvin Törnblom     |               |
| 5  | 27 september     | Madelen Janogy     |               |
| 6  | 4 oktober        | Linn Ullmann       |               |
| 7  | 11 oktober       | Edward Blom        |               |
| 8  | 18 oktober       | Christina Schollin |               |

### Säsong 18
Sänds i SVT2 mellan den 14 januari och 3 mars 2024 med Anna Hedenmo som programledare.
| Nr | Sändnings- datum | Gäst              | Tittarsiffror |
| -- | ---------------- | ----------------- | ------------- |
| 1  | 14 januari       | Rolf Lassgård     |               |
| 2  | 21 januari       | Elisabeth Ohlson  |               |
| 3  | 28 januari       | Özz Nûjen         |               |
| 4  | 4 februari       | Johan Pehrson     |               |
| 5  | 11 februari      | Maria Montazami   |               |
| 6  | 18 februari      | Zeina Mourtada    |               |
| 7  | 25 februari      | Staffan Heimerson |               |
| 8  | 3 mars           | Rissa Seidou      |               |

### Säsong 19
Sänds i SVT2 mellan den 25 augusti och 6 oktober 2024 med Kristian Luuk som programledare.
| Nr | Sändnings- datum | Gäst                  | Tittarsiffror |
| -- | ---------------- | --------------------- | ------------- |
| 1  | 25 augusti       | Tomas von Brömssen    |               |
| 2  | 1 september      | Hedda Stiernstedt     |               |
| 3  | 8 september      | Anis Don Demina       |               |
| 4  | 15 september     | Stefan Löfven         |               |
| 5  | 22 september     | Jonas Åkerlund        |               |
| 6  | 26 september     | Marie Olsson Nylander |               |
| 7  | 29 september     | Faysa Idle            |               |
| 8  | 6 oktober        | Lisa Nilsson          |               |